# Dinocheirus pallidus
Espèce
Synonymes
- Chernes pallidus Banks, 1890

Dinocheirus pallidus est une espèce de pseudoscorpions de la famille des Chernetidae.

## Distribution
Cette espèce est endémique des États-Unis. Elle se rencontre dans l'État de New York, en Indiana, en Illinois et en Arkansas.

## Description
L'holotype mesure 2 mm.

## Publication originale
- Banks, 1890 : A new pseudoscorpion. Canadian Entomologist, vol. 22, p. 152 (texte intégral).